# The Evil Ones – Die Verfluchten
The Evil Ones – Die Verfluchten (Originaltitel Bornless Ones) ist ein US-amerikanischer Horrorfilm aus dem Jahr 2016. Das Drehbuch verfasste Alexander Babaev, der außerdem für die Regie und den Filmschnitt verantwortlich war und als Executive Producer fungiert.

## Handlung
Die Geschwister Emily und Zach müssen den schweren Verlust ihrer Mutter hinnehmen. Des Weiteren liegt es nun an Emily, sich um ihren spastisch gelähmten Bruder zu kümmern. Zu diesem Zweck kauft sie ein altes Haus auf einem abgelegenen Waldstück. Das sich im desolaten Zustand befindliche Haus wird daher von ihr, ihrem Ehemann Jesse und ihren beiden Freunden Woodrow und Michelle inspiziert. Die vier beginnen daher, das Haus auszuräumen und zu renovieren. Dabei fallen die okkulten Inschriften auf. Sie erfahren, dass die Vorbesitzer des Hauses dieses plötzlich schlagartig verlassen hatten.
Als es kälter wird, beschließen sie, den Ofen im Haus anzufeuern. Um ein Feuer zu machen, werden daher alte Bretter und Tafeln mit seltsamen Symbolen drauf aus dem Haus gerissen und verbrannt. Dadurch setzen sie einen bösen Dämonen frei. Dieser beginnt damit, sich den Neuankömmlingen zu bemächtigen. Als erstes wird Zach von ihm besetzt, der dadurch mobil und fast genesen wird. Allerdings ist dieses nur durch die Macht des Dämonen erklärt. Nach und nach werden auch die anderen vom Dämon befallen.

## Hintergrund
Gedreht wurde in Pine Mountain Club und in Los Angeles im US-Bundesstaat Kalifornien. Zuerst erschien der Film am 6. Oktober 2016 in Malaysia. Am 10. Februar 2017 erfolgte die Erstausstrahlung in den USA. Am 5. April 2018 erschien der Film im deutschen Videoverleih.

## Rezeption
Timo Wolters vergleicht in seiner Filmreview für die Internetseite Blu-ray-rezensionen.net die ähnliche Handlung zum Horrorfilm Tanz der Teufel. Seine Arbeit als Regisseur und Drehbuchautor mache Alexander Babaev „aber nicht mal schlecht“, sondern er wäre „durchaus in der Lage, mit ein paar atmosphärischen Einstellungen für Stimmung und Spannung zu sorgen“. Der Cast sei „passend gecastet und spielen durchweg annehmbar“. Auch die Dämonen werden positiv aufgenommen, obwohl man bei den CGI-Effekten sieht, dass „nicht die Masse an Geld zur Verfügung stand“. Final schreibt Wolters, dass der Film ein „oldschool Horrorthrill mit Anleihen bei berühmten Vorbildern“ sei, „allerdings eher im Sinne einer atmosphärischen Hommage, denn als billiger Abklatsch“ und er findet, dass man den Film angucken kann.
Im Audience Score, der Zuschauerwertung auf Rotten Tomatoes, hat der Film bei über 50 Bewertungen eine Wertung von 14 %. In der Internet Movie Database hat der Film bei über 1300 Stimmenabgaben eine Wertung von 3,7 von 10,0 möglichen Sternen (Stand: Februar 2024).